# Cordylanthus orcuttianus
Cordylanthus orcuttianus là loài thực vật có hoa thuộc họ Cỏ chổi. Loài này được A.Gray mô tả khoa học đầu tiên năm 1883.